# NGC 442
NGC 442 es una galaxia espiral de la constelación de Cetus. 
Fue descubierta el 21 de octubre de 1886 por el astrónomo Lewis A. Swift.